# Mihail Aslan
Pour les articles homonymes, voir Aslan.
Mihail Aslan, né le 10 août 1857 à Onești, mort en 1936 à Bucarest, est un général de division roumain de la Première Guerre mondiale.
Il commande la 3e armée roumaine entre le 27 août et le 7 septembre 1916 (entre le 14 et le 25 août 1916 selon le calendrier julien alors en vigueur en Roumanie), date à laquelle il est placé en réserve par le haut-commandement, pour ses manquements ayant conduit à la défaite de Turtucaia.

## Biographie
Mihail Aslan est né à Onești, dans la famille de l'hatman Alecu Ceaur-Aslan. Il est le onzième des douze fils de l'hatman, et le sixième né de son second mariage avec Felicia Moser.
Mihail Aslan est marié à Eliza Olănescu.

## Carrière militaire
Mihail Aslan entre en 1875 à l'école militaire d'infanterie et de cavalerie (ro) de Bucarest, dont il sort en 1877 avec le grade de sous-lieutenant (sublocotenent). Il intègre le 2e bataillon de chasseurs (Vânători (ro)), unité au sein de laquelle il participe aux combats militaires lors de la guerre d'indépendance roumaine en 1877-1878. En 1880 il est muté au 27e régiment Dorobanți Bacău (ro), où il obtient le grade de capitaine (căpitan). En 1882, il suit le cours de l'école des fils de militaires de Craiova (Școala Fiilor de Militari, Craiova). Il occupe différentes fonctions aux 10e régiment (ro) (1883-1885), 3e régiment (ro) (1886-1889) et 26e régiment Dorobanți (ro) (1890-1893). Entre 1893 et 1896, il commande au 2e bataillon de chasseurs, puis il est nommé directeur d'études et professeur à l'école militaire d'infanterie et de cavalerie (1897-1901).
Par la suite, il prend le commandement du 22e régiment Dâmbovița (ro) (1901-1903), puis du 27e régiment Bacău (ro) (1903-1907) et à la 15e brigade d'infanterie (ro) (1907-1910).
Il a par la suite travaillé en administration centrale, au Ministère de la Guerre, en tant que directeur supérieur du personnel (1910-1912), directeur supérieur de l'infanterie (1912-1913) et inspecteur technique de l'infanterie (1914).
Lors de la deuxième guerre balkanique, il commande la 3e division d'infanterie (ro), et en octobre 1913 il est nommé à la tête du 3e corps d'armée (ro).
Lors de la Première Guerre mondiale il prend brièvement le commandement de la 3e armée (ro), commandement dont il est rapidement démis. Il est envoyé à l'arrière, à la tête du 2e commandement territorial (ro), le 1er janvier 1917. Il démissionne le 30 avril 1918, et est placé en réserve:p. 647.

## Ouvrages
- Regulamentul exercițiilor infanteriei, București, 1906 (traducere, 1909)
- Memoriu asupra căderii capului de pod Turtucaia, Iași (1918)
- Turtucaia. Studiu strategic, București, 1921[6]

## Décorations
- Chevalier de l'ordre de l'Étoile de Roumanie (1895)
- Ordre de François-Joseph de 2e classe (1896)
- Officier de l'ordre de l'Étoile de Roumanie (1907)
- Commandeur de l'ordre de la Couronne de Roumanie (1910)
- Grand officier de l'ordre du Trésor sacré du Japon (1912)
- Croix de la traversée du Danube (ro)
- Médaille de défenseur de l'indépendance (ro)
- Médaille commémorative russe (ro)
- Médaille jubilaire pour les 40 ans de règne de Carol Ier (1906)
- Insigne honorifique pour 25 ans de service militaire (1901)[5]:pp 647-649